# 楊昌江 (清朝)
楊昌江（1805年—1867年），号邵伯，贵州天柱县人，清朝政治人物。

## 生平
道光二十四年（1844年）举人，咸豐六年（1856年）丙辰科進士，三甲八十九名。历直隶静海、宁河、成安、大城和甘肃静宁县知县。黔人石赞清为湖南布政使，调杨昌江协助。后任郴州直隶州知州，修建来鹤楼。同治六年（1867年）卒于任。

## 著作
著有《礅石山房纪游诗草》、《时艺文集》。